# Wapiti (rivière)
La rivière Wapiti (anglais : Wapiti River) est un cours d’eau de la région du Southland dans l’Île du Sud de la Nouvelle-Zélande.

## Géographie
Elle prend naissance dans l’extrémité nord de la chaîne des « monts Stuart » dans le parc national de Fiordland, le sommet de son bassin de drainage formant une partie de la ligne de partage des eaux de l’île du Sud. Les deux branches alimentent le ‘lac Sutherland’, situé à 470 md’altitude, dont la sortie s’écoule au sud-est vers le ‘Lake Thomson’, à 2,2 km pour atteindre le haut de la rivière à l’est du ‘lac Hankinson’, qui est séparé du Bras Nord, à l’ouest de « Middle Fiord « et du lac Te Anau par le trajet final de la rivière long de 0,6 km.

## Dénomination
Le nom de la rivière provient de celui du Wapiti (Cervus canadensis), une race de cerfs introduits en Nouvelle-Zélande, que l’on trouve dans les Fiordland. Le “lac Wapiti” siège à quelques kilomètres de la rivière Wapiti, mais a un bassin de drainage séparé de celui de la rivière. La rivière Doon alimente le bras ouest de ‘Middle Fiord’.

## Tourisme
Un chemin de randonnée reliant le lac Te Anau au fiord ‘George Sound’ via le col de Henry, suit le cours de la rivière Wapiti de son embouchure jusqu’à la tête du ‘lac Thomson’, puis tournant à l’ouest, remonte un affluent nommé « Rugged Burn ».